# قاموس الأطبا وناموس الألبا
قاموس الأطبا وناموس الألبا أو قاموس الأطباء وناموس الألباء هو معجم طبي يعود تاريخه للقرن السادس عشر، ألفه الطبيب مدين القوصوني، على ترتيب معجم القاموس المحيط نفسه، وهو معجم يشتمل على أشهر المصطلحات التي استعملت في الطب منذ فجر الثقافـة العربية الإسلامية حتى العصر العثماني، ويعد خلاصة ما قام به مدين القوصوني وأعلامه من بحوث وتجارب في الطب الحديث، كما اشتمل الكتاب كذلك على مصطلحات الأدوية المفردة، ومعرفة ماهيتها وأنواعها وطباعتها، وقوامها ومنافعها ومضارها، وإصلاحها، وأبدالها، وكميات ما يستعمل منها بحسب الإمكان، ثم مصطلحات الأدوية المركبة، وأعضاء جسم الإنسـان والأمراض والأمور الطبيعية.
وفرغ من تأليفه في ربيع الآخر سنة 1038 هـ.
وطبع مصوراً عن المخطوط في مجمع اللغة العربية في دمشق في جزءين، وفي خاتمته ترجم لنفسه ولشيوخه.